# Manchaca
Manchaca est une census-designated place située dans le comté de Travis, dans l’État du Texas, aux États-Unis. Sa population s’élevait à 1 133 habitants lors du recensement de 2010.